# Safidia aztecoides
Safidia aztecoides là một loài bướm đêm trong họ Noctuidae.